# Rombaken Sinus
Il Rombaken Sinus è una struttura geologica della superficie di Titano.